# Gangsta.
Gangsta. (јап. ギャングスタ, Gyangusuta) je manga koju je napisala i ilustrovala Kohske. Serija se objavljuje u časopisu Monthly Comic @ Bunch japanskog izdavača Shinchosha od 2011. godine. Manga je inspirisala stvaranje spinof manga serije, radio drame, animirane televizijske serije kao i originalnog romana.

## Zaplet
Priča prati dvojicu plaćenika iz grada Ergastulum, Vorika Arkanđela i Nikolasa Brauna, koji obavljaju prljave poslove za mafiju i lokalnu policiju.

## Likovi

### Vorik Arkanđelo
Vorik Arkanđelo (ウォリック・アルカンジェロ ) je Nikov partner. Pored posla plaćenika, on radi kao žigolo i to od svoje trinaeste godine. Poseduje fotografsko pamćenje, a oružje izbora mu je pištolj. Takođe, Vorik nosi povez preko levog oka.

### Nikolas Braun
Nikolas Braun (ニコラス・ブラウン ), ili Nik, je pripadnik grupe Sumrak čiji ljudi poseduju nadljudske sposobnosti dobijene uzimanjem leka Celebrer. Nik uglavnom komunicira znakovnim jezikom zato što nema čulo sluha. Kada je bio mali, radio je kao Vorikov telohranitelj. Nikovo oružje izbora je katana.

### Aleks Benedeto
Aleks Benedeto (アレックス・ベネデット ), ili Ali, je bivša prostitutka. Ona se pridružuje Niku i Voriku posle eliminacije bande za koju je radila.

### Doktor Teo
Dr Teo (テオ ) je lekar koji vodi jednu malu kliniku i snadbeva Nika lekom Celebrer.

### Nina
Nina (ニナ) je mlada devojka koja radi kao medicinska sestra u klinici doktora Tea. Ona je blizak prijatelj Vorika i Nika.

### Čed Atkins
Čed Atkins (チャド・アトキンス ) je policijski inspektor u Ergastulumu. On često angažuje Vorika i Nika u rešavanju mnogih policijskih zadataka.

## Franšiza

### Manga
Mangu crta i piše Kohske i njena poglavlja se objavljuju u japanskom časopisu Monthly Comic @ Bunch u režiji izdavačke kuće Shinchosha od 2011. godine. Gangsta. je prva manga autorke i do sada je ukupno objavljeno osam tankōbon zbirki u Japanu. Severnoamerička izdavačka kuća Viz Media je u julu 2013. dobila licencu za izdavanje serije na engleskom jeziku. Kohske je novembra 2015. godine, zbog lošeg zdravlja, pauzirala rad na mangi. Januara naredne godine je na Tviteru objavila da će uskoro nastaviti serijal, što se ostvarilо 20. maja 2017. Od tada, autorkino zdravlje nastavilo je da utiče na učestalost objavljenih poglavlja.
Spinof serijala, pod nazivom Gangsta.:Cursed. EP_Marco Adriano, počeo je da se objavljuje u četvrtom izdanju časopisa Quarterly Comic Go Go Bunch. Serijal je imao prolog u trećem izdanju, koje je objavljeno 9. aprila 2014. godine. Spinof je ilustrovala Sjuhej Kamo.  Prvi tom objavljen je 9. jula 2015., a poslednji 9. maja 2018., nakon što je časopis ugašen. U Americi, spinof je objavljen pod nazivom Gangsta.: Cursed..

### Radio drama
Manga je adaptirana u radio dramu, pod okriljem kompanije Frontier Works. Prvi CD objavljen je 21. avgusta 2014. godine, a poslednji, sedmi, objavljen je 25. maja 2016. godine.

### Anime
Vest o anime adaptaciji je bila objavljena u šestoj zbirci mange u Japanu. Seriju koja sadrži 12 epizoda je režirao Šuko Murase, likove je dizajnirao Juiči Ueda, a muziku je komponovao Cuči. Uvodna špica serije se zove Renegade i nju izvodi grupa STEREO DIVE FOUNDATION dok završnu temu izvodi Annabel sa pesmom  (夜の国 ). Serija je ukinuta nakon 12 epizoda zbog bankrota studija.

### Roman
Roman sa originalnom pričom baziranom na Gangsta. serijalu objavljen je 1. avgusta 2015. godine. Autor romana je Džuniči Kavabata.

## Prijem
Rebeka Silverman (Anime News Network) je u svojim recenzijama za prva ti toma rekla da su likovi i priča zanimljivi, ali da je crtež, bar u prvom tomu slab. Takođe joj se nije svideo naziv fiktivnog grada u priči, rekavši da podseća na neki „stomačni virus“. Doduše, pohvalila je razvoj stila u drugom i trećem tomu, uz komentar da joj se sviđa teška atmosfera sveta.
U svojoj recenziji za prve tri epizode anime serijala, Gabrijela Ekens je kritikovala animaciju i muzičke kompozicije serijala, ali je dodala da je priča obećavajuća i da su joj „mane jednako zanimljive kao i vrline“.

## Spoljašnje veze
- Zvanični manga vebsajt (језик: јапански)
- Zvanični anime vebsajt (језик: јапански)